# Super Duper Love (Are You Diggin' on Me)
«Super Duper Love» es una versión de la canción de Sugar Billy por Joss Stone. La canción es el segundo sencillo de su álbum The Soul Sessions,que ha obtenido un gran éxito en todo el mundo.
La canción aparece en la banda sonora de la película de 2004 y 2005 The Prince and Me, Bridget Jones: The Edge of Reason y Monster-in-Law.
La canción esta en los videojuegos de PlayStation 2 juegos de karaoke SingStar Pop (2005) y SingStar Rocks! (2006).
La canción fue incluida en la banda sonora de la telenovela brasileña El color del pecado.
La canción fue tocada en varios episodios de Chicas enamoradas.

## Lista de canciones
Sencillo CD Europa y Reino Unido
1. «Super Duper Love (Are You Diggin' on Me?)» Pt. 1 (Single Mix) – 3:47
2. «It's a Man's Man's World» (Live at Kennedy Center, Washington D. C., 7 de diciembre de 2003) – 3:35

Sencillo 7" Reino Unido
A. «Super Duper Love (Are You Diggin' on Me?)» Pt. 1 (Single Mix) – 3:47
B. «It's a Man's Man's World» (Live at Kennedy Center, Washington D. C., 7 de diciembre de 2003) – 3:35
Sencillo CD promocional Reino Unido
1. «Super Duper Love» (Radio Version) – 3:47

Sencillo CD promocional Japón
1. «Super Duper Love» – 4:20
2. «Victim of a Foolish Heart» (Live at Ronnie Scott's, London, 25 de noviembre de 2003) – 6:25
3. «Fell in Love with a Boy» (Acoustic Version) – 3:30

## Posicionamiento en listas
| Listas (2004)        | Mejor posición |
| -------------------- | -------------- |
| German Singles Chart | 78             |
| UK Singles Chart     | 18             |